# Jacek Król
Jacek Król (ur. 7 kwietnia 1973 w Bytomiu) – polski aktor teatralny i filmowy. Od 2008 roku udziela również głosu w dubbingu.

## Życiorys
W 1998 roku ukończył studia na PWST w Krakowie; dyplom uzyskał 2 lata później w 2000 roku. Jego debiut teatralny miał miejsce 9 lipca 1996 roku.
Jest lektorem w zapowiedziach w telewizji Puls 2.

## Kariera zawodowa
- Teatr im. Juliusza Osterwy Lublin 2001–2008 aktor
- Teatr Studio im. Stanisława Ignacego Witkiewicza Warszawa od 2008 – aktor

## Filmografia
- 2002–2010: Samo życie – człowiek Wolańskiego
- 2003–2009: Na Wspólnej
- 2004: Vinci – Werbus
- 2006–2007: Dwie strony medalu – Horst Kalinowsky
- 2011: Plebania – Jacek Gradek
- 2012: Sęp – hipis
- 2012: Pokłosie – kombajnista
- 2014: Wkręceni – starszy pracownik
- 2014: Obywatel – mężczyzna oszukany przez biuro podróży
- 2014: Jeziorak – funkcjonariusz BSW
- 2014: Jack Strong – agent kontrwywiadu
- 2018: Pitbull. Ostatni pies  – Kowal

### Gościnnie
- 2007: Hela w opałach – piłkarz Marek Nowak (odc. 27)
- 2008: Doręczyciel – robotnik (odc. 12 i 13)
- 2009: 39 i pół – Szymon Książek (odc. 19)
- 2011: Ludzie Chudego (odc. 24)
- 2011: Instynkt – Ryszard Janik, brat Magdy (odc. 7)
- 2012: Lekarze – Antek Wolski (odc. 7)
- 2012: Hotel 52 – robotnik Władzio (odc. 60)
- 2013: Na dobre i na złe – Edek, pacjent (odc. 515)
- 2013: Czas honoru (odc. 69)
- 2013−2014: Barwy szczęścia – Mirosławski
- 2014: Prawo Agaty – Adamski (odc. 58, 63, 66 i 67)
- 2014: To nie koniec świata – operator Wojtek (odc. 19 i 20)
- 2014: Komisarz Alex – komisarz Adam Wielecki (odc. 61)
- 2014: Przyjaciółki – kierownik zmiany w supermarkecie (odc. 40)
- 2017: Diagnoza – ratownik medyczny (odc. 12)

## Polski dubbing
- 2008: Cziłała z Beverly Hills
- 2008: Delgo – Raius
- 2009: Happy Wkręt 2 – Król
- 2009: Ben 10: Obcy rój – Ed
- 2009: Księżniczka i żaba
- 2009: Vicky – wielki mały wiking
- 2009: Czarodziejka Lili: Smok i magiczna księga
- 2010: Kot Gaturro
- 2010: Gang Olsena wraca do gry – Alan
- 2010: Dzielna mała ciuchcia
- 2010: Safari 3D – Śmiechu
- 2010: Artur i Minimki 3. Dwa światy
- 2010: Zaplątani
- 2010: Ostatni władca wiatru
- 2010: Żółwik Sammy – Francois
- 2010: Shrek Forever
- 2010: Niania i wielkie bum – Jeffreys
- 2010: Alicja w Krainie Czarów
- 2010: Jak wytresować smoka
- 2010: Fanboy i Chum Chum –
  - Torwald,
  - Lemuel,
  - Radny Toaleta
- 2010: Księżniczka z krainy słoni – Ochroniarz
- 2010: Victoria znaczy zwycięstwo – Ojciec Jade
- 2010: Nasza niania jest agentem – Glaze
- 2011: Tomek i przyjaciele: Dzień diesli – Felek
- 2011: Thor ratuje przyjaciół − Hajmdal – strażnik wrót
- 2011: Level Up – Tex Thatcher
- 2011: Batman: Odważni i bezwzględni – Aquaman
- 2011: Wiedźmin 2: Zabójcy królów –
  - Jan Natalis,
  - Golan Marten,
  - Ulf
- 2011: The Elder Scrolls V: Skyrim – Mercer Frey
- 2011: Rage –
  - Portman,
  - Mick,
  - Rourke
- 2011: Roman barbarzyńca – wujek Dunder
- 2011: Brink – Żołnierz ruchu oporu
- 2011: Arcania: Upadek Setarrif –
  - Morgen,
  - Ur-Valak,
  - Siefrid
- 2011: Muppety
- 2011: Uncharted: Złota Otchłań –
  - Najemnik,
  - Bandzior
- 2011: Battlefield 3 – Salomon
- 2011: Tom i Jerry: Czarnoksiężnik z krainy Oz
- 2011: Heca w zoo – Griffin
- 2011: Rango
- 2011: Cziłała z Beverly Hills 2
- 2011: Miasto kur –
  - krokodyl,
  - Zgrzytek
- 2011: Power Rangers Samurai –
  - Doubletone,
  - Skarf
- 2011: Gormiti –
  - Armageddon,
  - Nefastor
- 2011: G.I. Joe: Renegaci – Roadblock
- 2011: Giganci ze stali
- 2011: Scooby Doo: Epoka Pantozaura
- 2012: Medal of Honor: Warfighter
- 2012: Wróżkowie chrzestni: Timmy ratuje święta − Mikołaj
- 2012: XCOM: Enemy Unknown
- 2012: Tomek i przyjaciele: Tajemnica Niebieskiej Góry − Skałek
- 2012: Gdzie jest Gwiazdka? − Król
- 2012: Na tropie Marsupilami
- 2012: Dino mama − Surly
- 2012: The Elder Scrolls V: Skyrim – Dawnguard − Lord Harkon
- 2012: Ralph Demolka – Generał Hologram
- 2012: Renifer Niko ratuje brata – Thug
- 2012: Let it Shine – pastor Jacob DeBarge
- 2012: Asterix i Obelix: W służbie Jej Królewskiej Mości − Legionista do spraw migracji
- 2012: Resistance: Burning Skies − żołnierz
- 2012: Ben 10: Zniszczyć wszystkich kosmitów – Czteroręki
- 2012: Starhawk − Jones
- 2012: Diablo III −
  - Zbrojmistrz Kyr,
  - Górnik Botulf
- 2012: Merida Waleczna – Gordon
- 2012: Madagaskar 3 − włoski policjant
- 2012: Królewna Śnieżka – Napoleon
- 2012: Lorax – O’Hare
- 2012: Tron: Rebelia – Tron
- 2012: Kung Fu Panda: Legenda o niezwykłości – Temutai
- 2013: Rodzinka nie z tej Ziemi – Szanker
- 2013: Piłkarzyki rozrabiają
- 2013: Nicky Spoko – Jimmy Niemoge
- 2013: Kraina lodu – Oaken
- 2013: Jeździec znikąd – Fritz
- 2013: Skubani – Amos
- 2013: Tomek i przyjaciele: Tajemnica zaginionej korony – Skałek
- 2013: Kumba – Seko
- 2013: Samoloty – Kowboj
- 2013: Rysiek Lwie Serce
- 2013: Company of Heroes 2
- 2013: The Last of Us
- 2013: Might and Magic: Heroes VI – Cienie mroku – Sylsai
- 2013: Minionki rozrabiają − Silas
- 2013: God of War: Wstąpienie – Król Sparty
- 2013: Transformers: Prime −
  - Skyquake,
  - Dreadwing
- 2013: Sly Cooper: Złodzieje w czasie –
  - Dziki,
  - Mamut
- 2013: Tomb Raider – Nikolai
- 2013: Jeźdźcy smoków – Stoik Ważki
- 2013: Hulk i agenci M.I.A.Z.G.I. – Hulk
- 2013: Avengers: Zjednoczeni – Hulk
- 2013: Szczury laboratoryjne –
  - Gordon,
  - Brutal
- 2013: Iron Man 3
- 2013: Sylwester i Tweety na tropie −
  - funkcjonariusz policji (odc. 36b),
  - Gira-chan (odc. 40a),
  - żarłoczny olbrzym (odc. 42b),
  - pułkownik Ambore (odc. 43a),
  - Pułkownik Kaliber (odc. 47a),
  - Kapitan Przepierka (odc. 48a),
  - prowadzący słuchowisko radiowe (odc. 50b)
- 2013: Futurama −
  - Głowa Leonarda Nimoya,
  - Głowa Dicka Clarka,
  - Rolnik,
  - Robostarszy,
  - Głowa Boba Barkera,
  - Nałogowy palacz,
  - Głowa George’a Foremana,
  - Rybi Joe,
  - Pułkownik,
  - Don Bot,
  - Pan Panucci,
  - Duch wuja Vladimira,
  - Robot-lekarz
- 2014: Syn Boży – Piotr
- 2014: Atomówki: Taneczne rewolucje
- 2014: Wojownicze żółwie Ninja – Kirby O’Neil
- 2014: Transformers: Wiek zagłady – Drift
- 2014: Wujcio Dobra Rada – Hot-dog
- 2014: Diablo III: Reaper of Souls –
  - Zayl,
  - Generał Torion
- 2014: Czarownica''
- 2014: W tę i nazad – Lord Hater
- 2014: Niesamowity Spider-Man 2
- 2014: Muppety: Poza prawem
- 2014: Pan Peabody i Sherman − Agamemnon
- 2014: Noe: Wybrany przez Boga
- 2014: Power Rangers Megaforce –
  - Gosei,
  - Morfer
- 2014: Leonardo – Piero de’ Medici
- 2014: Jeźdźcy smoków: Obrońcy Berk – Stoik Ważki
- 2014: Violetta – German Castillo
- 2014: Legenda Korry – Vaatu
- 2014: Wodogrzmoty Małe – Męski Dan
- 2014: Mega Spider-Man – Dyrektor
- 2014: Ben 10: Omniverse –
  - Czteroręki,
  - Kulopłot,
  - Terrawiatr,
  - Armo Wiertło
- 2014: Sherlock Jak – Pawian
- 2014: Hot Wheels: Battle Force 5 – Kalus
- 2014: ThunderCats –
  - Uliczny kot,
  - Marynarz ryboludzi
- 2014: My Little Pony: Przyjaźń to magia – Pies
- 2014: Tomek i przyjaciele: Opowieść o odwadze – Jaś
- 2014: Czarna lista Świętego Mikołaja
- 2014: Gwiazdka księżniczki łabędzi – Szybki
- 2014: Alfa i Omega: Święta w wilczym stylu – Winston
- 2014: Geronimo Stilton – Kruchomir Chrupek (seria druga)
- 2014: Horronin – oficer Dugan
- 2014: Misja Lanfeusta
- 2014: Klub Winx – Tajemnica Morskiej Głębiny – Tritannus
- 2014: Piekaczki −
  - Kapitan Unski,
  - Lawakret (odc. 1b)
  - głos mówiący „zostałeś cuchnięty” (odc. 2a)
- 2014: Zaplikowani – Ted Thompson
- 2014: Bohaterowie Marvela: Doładowani na maksa – Hulk
- 2014: Hearthstone: Heroes of Warcraft –
  - Opiekun Gaju,
  - Okrutny nadzorca
- 2014: Piotruś Królik – Płetwus
- 2014: Iron Man & Hulk: Zjednoczeni – Hulk
- 2014: Szwindel – tata Bena
- 2015: Żółwik Sammy i spółka –
  - Edgar – wódz homarów,
  - krab pilnujący skorpeny
- 2015: Star Butterfly kontra siły zła –
  - Ropuch,
  - Król Końska Głowa,
  - Misiorożec
- 2015: Miraculum: Biedronka i Czarny Kot –
  - Alec,
  - Gabriel Agreste/Władca Ciem,
  - burmistrz
- 2016: Wiedźmin 3: Dziki Gon - Krew i wino – Dettlaff van der Eretein[1]
- 2017: Horizon Zero Dawn – Sylens
- 2017: Gru, Dru i Minionki – Silas
- 2020: Cyberpunk 2077 – Jackie Welles
- 2020: Przygody Rocky’ego i Łosia Superktosia – Borys
- 2021: Pora na przygodę: odległe krainy – pan M
- 2021: Gwiezdne wojny: Parszywa zgraja – Echo
- 2022: Horizon Forbidden West – Sylens

## Nagrody
- 2002 – nagroda za rolę Konrada w „Dziadach” Mickiewicza w Teatrze im. Osterwy w Lublinie na XXVII Opolskich Konfrontacjach Teatralnych
- 2002 – nagroda kulturalna Zarządu Województwa Lubelskiego z okazji Międzynarodowego Dnia Teatru